# Jeoselyna Rodríguez
Jeoselyna Rodríguez Santos, (Santo Domingo, 9 de dezembro de 1991), é uma jogadora de voleibol dominicana que atualmente defende a equipe 2004 Tomis Constanţa em Roménia. 

## Clubes
| Clube                | País                 | De   | Até  |
| -------------------- | -------------------- | ---- | ---- |
| Mirador              | República Dominicana | 2002 | 2004 |
| Modeca               | República Dominicana | 2005 | 2005 |
| Mirador              | República Dominicana | 2006 | 2006 |
| Deportivo Nacional   | República Dominicana | 2007 | 2008 |
| Distrito Nacional    | República Dominicana | 2007 | 2008 |
| West Side Stars      | Trinidad e Tobago    | 2008 | 2008 |
| Centro               | República Dominicana | 2009 | 2009 |
| Indias de Mayagüez   | Porto Rico           | 2009 | 2009 |
| Vôlei Futuro         | Brasil               | 2009 | 2010 |
| Distrito Nacional    | República Dominicana | 2010 | 2010 |
| CAV Murcia 2005      | Espanha              | 2010 | 2011 |
| Mirador              | República Dominicana | 2011 | 2012 |
| 2004 Tomis Constanţa | Roménia              | 2012 | 2013 |

## Títulos

### Pela Seleção Dominicana

#### Juvenil
- Vice-campeã do Campeonato NORCECA de Voleibol Feminino Sub-18 2006
- Vice-campeã do Campeonato NORCECA de Voleibol Feminino Sub-20 2008
- Vice-campeã do Campeonato Mundial de Voleibol Feminino Sub-20 2009
- Campeã do Campeonato NORCECA de Voleibol Feminino Sub-20 2008

#### Adulta
- Vice-campeã do Copa Pan-Americana de Voleibol Feminino 2009
- Bronzo do Copa Final Four de Voleibol de 2009
- Campeã do Campeonato NORCECA de Voleibol Feminino Bayamón 2009
- Bronzo do Copa dos Campeões Japão 2009
- Campeã do Copa Pan-Americana de Voleibol Feminino 2010

### Clubes
Mirador
- Campeã do Campeonato Distrito Nacional 2006

Distrito Nacional
- Campeã do Campeonato Dominicano de Voleibol 2007, 2008

CAV Murcia 2005
- Campeã do Supercopa da Espanha 2010
- Campeã do Copa de La Reina - 2011

## Prêmios individuais
- Melhor Saque - Campeonato Mundial de Voleibol Feminino Sub-18 de 2007
- MVP - Campeonato Dominicano de Voleibol - 2008